# Rybynśk
Rybynśk (ukr. Рибинськ) – wieś na Ukrainie, w obwodzie czernihowskim, w rejonie koriukowskim, w hromadzie Koriukówka. W 2001 liczyła 425 mieszkańców, wśród których 422 wskazało jako ojczysty język ukraiński, 2 rosyjski, a 1 inny.